# Szklarnia (Szymonków)
Szklarnia (do 31 grudnia 2002 Szklarnia Szymonkowska, niem. Vorwerk Glashütte)– przysiółek wsi Szymonków w Polsce położony w województwie opolskim, w powiecie kluczborskim, w gminie Wołczyn.
W rejestrze TERYT do 14 lipca 2004 miejscowość była oznaczona jako samodzielna. Od 15 lipca 2004 rejestr wskazuje ją jako integralną część miejscowości Szymonków. Status ten został potwierdzony w Rozporządzeniu MAiC z 13 grudnia 2021.